# Рей, Маргрет
Маргрет Элизабет Рей (англ. Margret Elizabeth Rey), урождённая Маргарете Элизабет Вальдштайн (нем. Margarete Elisabeth Waldstein; 10 мая 1906, Гамбург — 21 декабря 1996, Кембридж, Массачусетс) — американская детская писательница, опубликовавшая множество книг в соавторстве со своим мужем Х. А. Реем, наиболее известной из которых является серия о приключениях обезьянки по кличке Любопытный Джордж.

## Молодость
Маргарете Вальдштайн родилась в Гамбурге в 1906 году. Её отец был депутатом рейхстага. Изучала изобразительное искусство в Баухаусе в Дессау, Академии искусств в Дюссельдорфе и в Мюнхенском университете, после чего работала в сфере рекламы.
В 1935 году, спасаясь от нацизма, уехала из Германии в Рио-де-Жанейро, где познакомилась со своим будущим супругом Хансом Аугусто Реем. В том же году они поженились и в 1936 году переехали в Париж, где началось их многолетнее литературное сотрудничество.

## Поздний период
После смерти мужа в 1977 году Маргрет продолжила писать книги. В 1979 году она стала профессором эссеистиики (Creative Writing) в Университете Брандейса в Уолтеме в штате Массачусетс. С 1980 года она также стала сотрудничать с Аланом Шаллеком в создании серии кратких фильмов о приключениях Любопытного Джорджа и в написании более чем двух десятков новых книг.
В 1989 году Маргрет Рей основала Фонд Любопытного Джорджа с тем, чтобы помогать творческим детям и защищать животных от жестокого обращения. В 1996 году она сделала крупные пожертвования Бостонской публичной библиотеке и Медицинскому центру Бет-Исраэль. Также длительное время она поддерживала Музыкальную школу Лонджи.

## Завещание
В 1966 году к Реям обратилась Лина Й. де Граммонд, профессор библиотековедения в Южно-Миссисипском университете в Геттисберге штата Миссисипи, с просьбой посодействовать в пополнении их новой коллекции детской литературы. Тогда супруги Реи подарили библиотеке пару своих эскизов, однако в 1996 году, после смерти Маргрет, оказалось, что вся их библиотека была завещана Литературной коллекции Де Граммонд.